# Paul Wilson (athlétisme)
Pour les articles homonymes, voir Paul Wilson et Wilson.
Paul Michael Wilson (né le 30 juillet 1947) est un athlète américain spécialiste du saut à la perche.
Le 23 juillet 1967, lors des Championnats des États-Unis d'athlétisme de Bakersfield, Paul Wilson établit un nouveau record du monde de la discipline en franchissant une barre à 5,38 m, améliorant de deux centimètres l'ancienne meilleure marque mondiale détenue depuis 1966 par son compatriote Bob Seagren. Ce dernier lui reprend le record mondial en septembre 1968 avec 5,41 m.
Handicapé par de nombreuses blessures en 1968, il ne peut se qualifier pour les Jeux olympiques de Mexico.

## Palmarès
- Championnats des États-Unis d'athlétisme : vainqueur en 1967[2], 2e en 1966.